# ویبروگراف (زمان نگار)

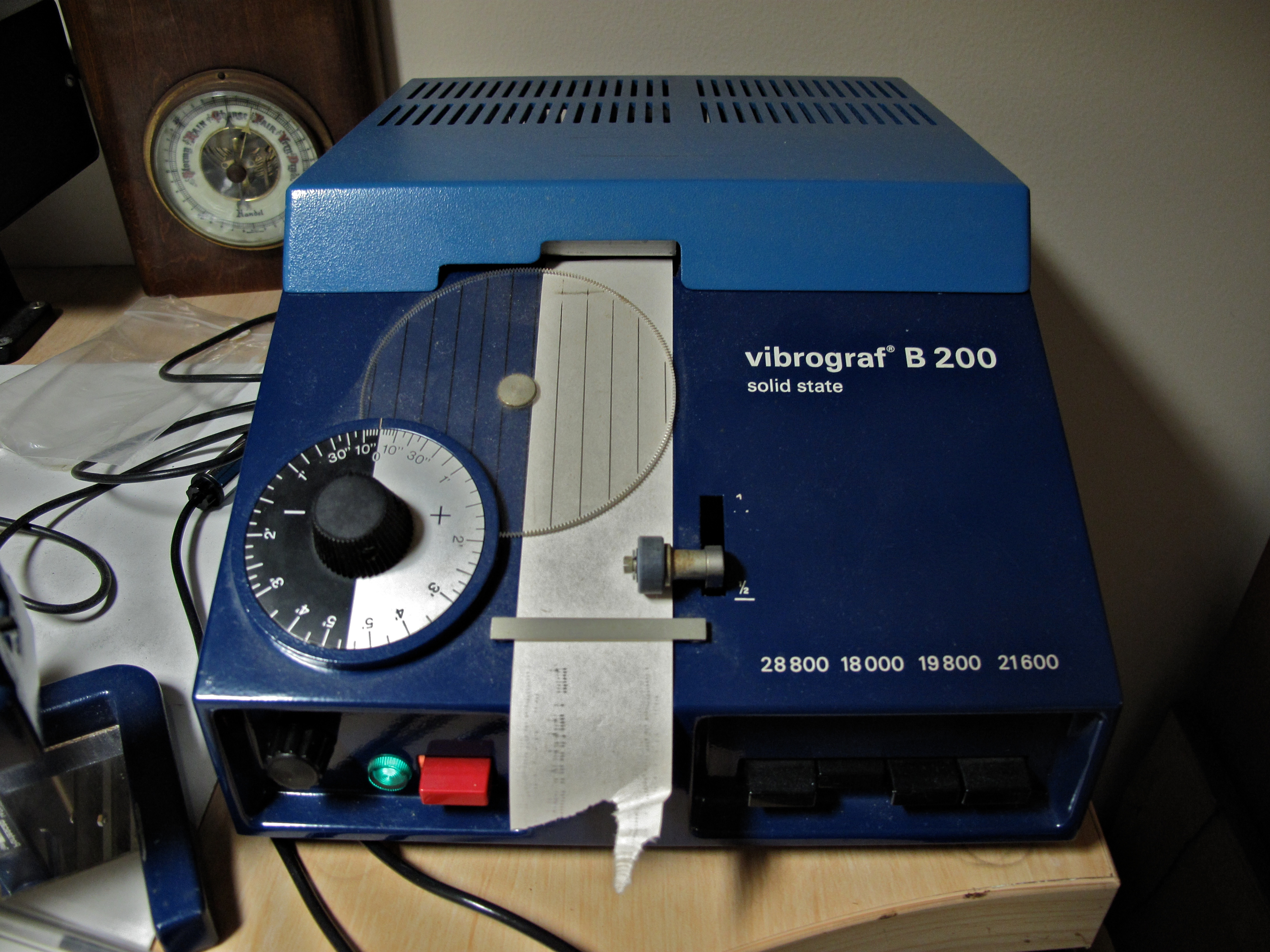
ماشین زمان بندی ساعت (دستگاه زمان نگار) ساخت شرکت ویبروگراف).

دستگاه ویبروگراف یا دستگاه زمان‌نگار ماشینی است که تیک‌های ساعت را به صورت صوتی اندازه‌گیری می‌کند تا بتواند دقت آن را اندازه‌گیری کرده و به طور موثر عملکرد ساعت را منظم یا کالیبره کند. این دستگاه دامنه، تعداد ضربان و خطای ضربان ساعت را محاسبه می کند و پس از اتصال ساعت به دستگاه برای یک بازه زمانی ثابت، خلاصه ای از این داده ها را ارائه می دهد.  داده های ثبت شده توسط این ابزار مورد استفاده زمان شناسان و ساعت سازان است بطویکه تعیین می نماید که حرکت قطعات متحرک ساعت برای نمایش دقیق و صحیح زمان، نیاز به سرویس یا تعمیر اساسی دارند یا خیر.  همچنین برای تعیین دقیق بودن یک ساعت جدید تولید شده قبل از فروش یا عرضه در بازار استفاده می شود.
این شرکت ها ماشین های زمان بندی ساعت را تولید می کنند:
- دلف الکترونیک
- PRELIS
- MicoSet
- TYMC
- ویبروگراف
- الما
- ویتسچی

## لینک های خارجی
- ویدیوی یوتیوب از ماشین زمان بندی